# Fo-Guang-Shan-Tempel Frankfurt e.V.
Fo-Guang-Shan-Tempel Frankfurt e.V. is een boeddhistische tempel van Fo Guang Shan. De tempel ligt aan de Hanauer Landstrasse numero 11 tot 13 in Frankfurt am Main-Centrum, in Duitsland. De tempel is elke dag, behalve dinsdag geopend van tien tot achttien uur.
De Fo-Guang-Shan-Tempel Frankfurt werd op 31 oktober 2004 door meester Hsing Yun ingewijd. De tempel richt zich op het Chinese Mahayana-boeddhisme. 
De tempel bestaat uit de Boeddhahal, eetzaal, meditatiezaal en bibliotheek. In de Boeddhahal staan op één grote altaar de beelden van Sakyamuni Boeddha, Guanyin (Avalokiteshvara) en Ksitigarbha. Links van de hal staat een altaar van Amitabha Boeddha.
Op de eerste verdieping bevindt zich de meditatiezaal. Elke woensdagavond is er een meditatiebijeenkomst. 
De tempel biedt Chinese taalcursussen aan volwassenen en schoolkinderen. Op elke zondag van elf tot halféén zijn er bidceremonies met elke week een andere soetra.